# Плана, Джованни Антонио Амедео
Джованни Антонио Амедео Плана (итал. Giovanni Antonio Amedeo Plana; 1781—1864) — итальянский астроном и математик.

## Биография
Плана родился в итальянском городе Вогера. В 15 лет его послали жить к его дядькам в Гренобль для продолжения обучения. В 1800 год] он был принят в Политехническую школу, где стал одним из студентов Лагранжа. Жан Фурье, поражённый способностями студента, поспособствовал приёму Плана на кафедру математики в Артиллерийской школе в Пьемонте, который перешёл в руки французов в 1805 году. В 1811 году Плана получил место на кафедре астрономии в Туринском университете, благодаря содействию Лагранжа. Он остался профессором астрономии до конца своей жизни.

## Научная деятельность
Научная деятельность Плана включала в себя изучение движения Луны, а также работы по интегральному исчислению, эллиптическим функциям, термодинамическим явлениям и геодезии. В 1820 году он стал одним из лауреатов премии, учреждённой Французской академией наук, за таблицы движения Луны, рассчитанные на основе закона гравитации. В 1834 году Плана был награждён медалью Копли за работу Théorie du mouvement de la lune (1832) о теории движения Луны. Учёный стал королевским астрономом, а в 1844 году получил титул барона. В возрасте 80 лет Плана стал почётным членом Французской академии наук.

## Память
Один из лунных кратеров был назван в честь Плана.